# リクルートR&Dスタッフィング
株式会社リクルートR&Dスタッフィング（RECRUIT R&D STAFFING Co.,Ltd.）は、東京都中央区に本社を置く、技術系人材サービスを行う企業。リクルートHDのグループ会社。

## 会社の概要
機械、電気電子、ソフトウェア、バイオ業界向けに、技術者派遣事業並びにアウトソーシング事業を手がけている。
設立時には初代社長を始め、クリスタルグループ出身者が大きな役割を果たした。
株主はスタッフ・サービスホールディングスとなる。

## 事業内容

### 事業領域
- 設計
- ソフトウェア開発
- 評価・試験
- 製造

## 沿革
- 2006年2月、株式会社プロアウト 設立
- 2006年7月、資本金を2億2500万円に増資
- 2006年10月、社名を株式会社リクルートR&Dスタッフィングに社名変更

## 関連企業
- リクルート
- リクルートスタッフィング